# Lappkärrsberget

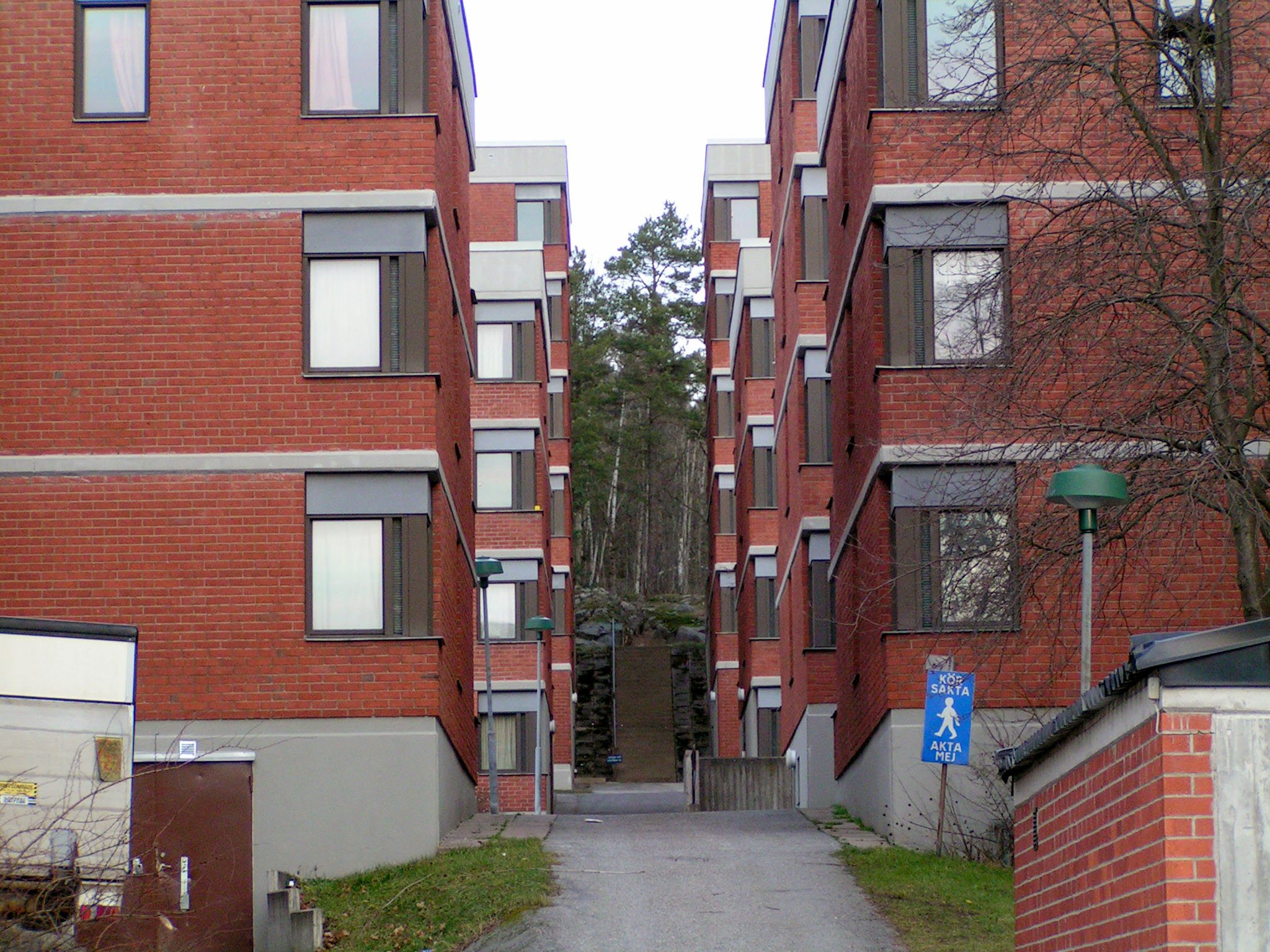
Diplomatstaden, Estocolmo

Lappkärrsberget é um bairro residencial localizado em Norra Djurgården, no centro-leste de Estocolmo, na Suécia. Localizado ao norte da Universidade de Estocolmo, sabe-se para os cerca de 2.000 apartamentos de estudantes ali localizados. É conhecido entre os estudantes locais como Lappis.

## Ligações Externas
- Comunidade de Lappis (em inglês)